# Pierre André de Suffren

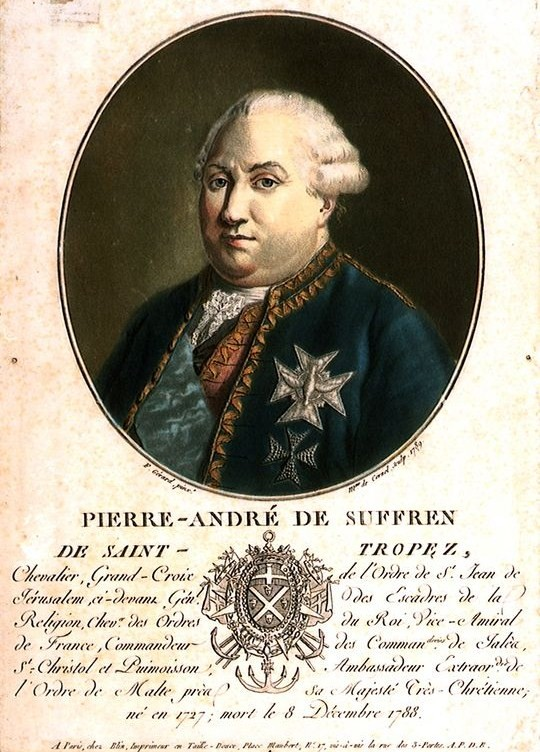
Pierre André de Suffren

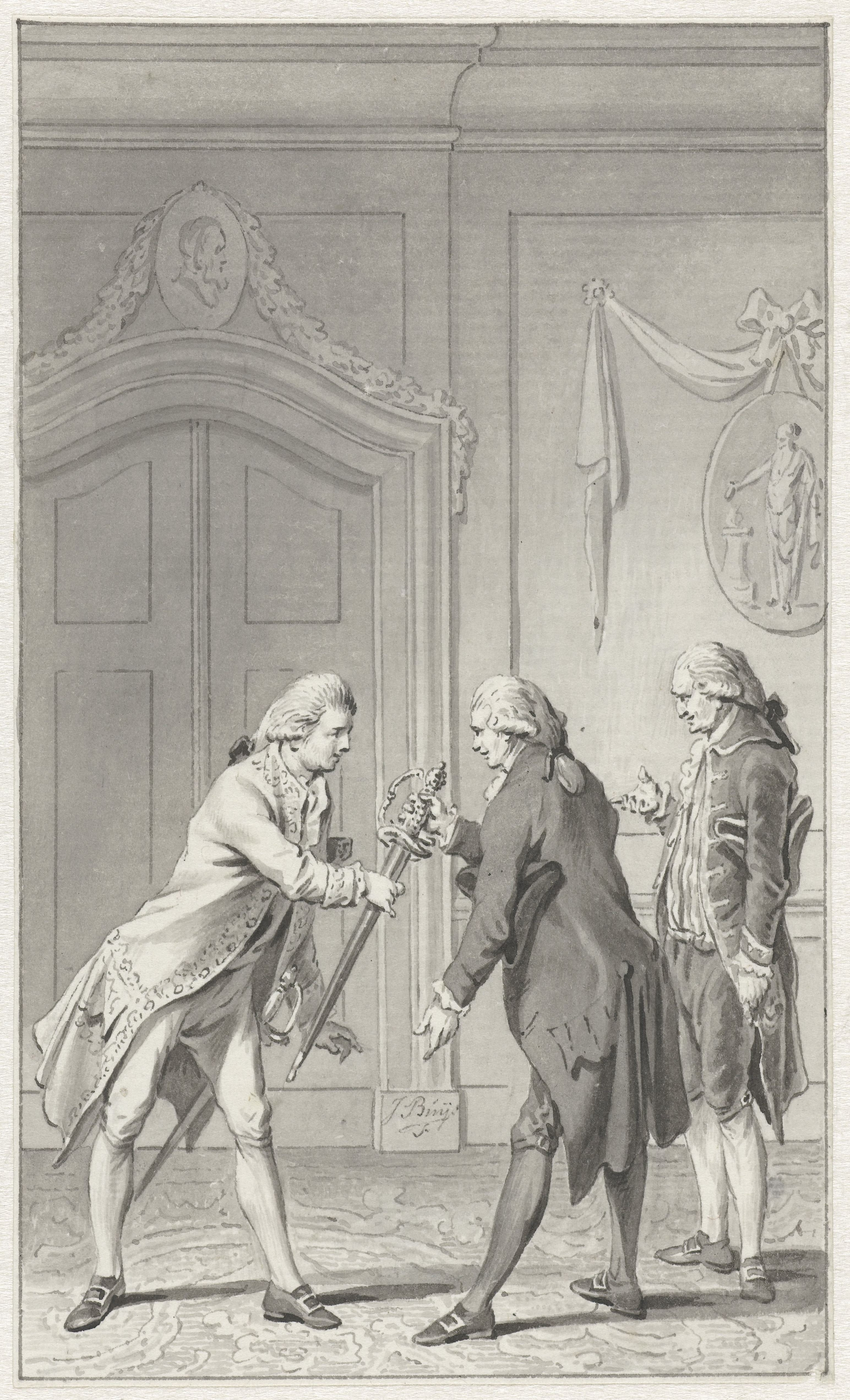
Zum Dank für die Verteidigung der niederländischen Kolonien überreicht der niederländische Gesandte Suffren ein goldenes Schwert (1784)

Comte Pierre André de Suffren de Saint Tropez (* 13. Juli 1726 in Saint-Cannat, Frankreich; † 8. Dezember 1788 in Paris) war ein französischer Adliger und Marineoffizier, zuletzt in der Position eines Vizeadmirals von Frankreich.

## Leben
Geboren in der Provence, trat Suffren früh in die Französische Marine und in den Malteserorden ein. Im Kampf gegen Barbaresken und Briten zeichnete er sich als Enseigne de vaisseau, Lieutenant und Capitaine de Frégate vielfach aus. Während des Amerikanischen Unabhängigkeitskrieges verbrannte er 1779 ein britisches Geschwader im nordamerikanischen Hafen von Newport und kommandierte 1780 ein leichtes französisches Geschwader, welches zur Flotte des spanischen Admirals Córdova stieß. 1781 wurde er mit fünf Linienschiffen und zwei Fregatten abgeschickt, um den Niederländern gegen die Briten beizustehen, welche die Kolonien jener in Afrika und Asien bedrohten. Er focht unterwegs am Kap und in Ostindien im Ganzen glücklich gegen die britischen Admirale George Johnstone und Edward Hughes. Im selben Jahr wurde er zum Chef d’escadre befördert und von Großmeister Emmanuel de Rohan-Polduc zum Bailli des Malteserordens ernannt. 1782 eroberte er Trincomalee und behauptete sich auf dieser Station. Bis 1783 bot er der Royal Navy als ebenso kühner wie gewandter Seemann erfolgreich Paroli. Nach dem Frieden von Paris (1783) kehrte Suffren nach Frankreich zurück und wurde vom König zum Lieutenant-général des armées navales ernannt. 1784 wurde er als Ritter des Ordens vom Heiligen Geist ausgezeichnet und zum Vizeadmiral ernannt.

## Würdigung
Nach Admiral Suffren wurden benannt:
- Kriegsschiffe
  - Suffren, 74-Kanonen-Linienschiff der Téméraire-Klasse,  1794 in Redoutable umbenannt
  - Suffren, 74-Kanonen-Linienschiff der Téméraire-Klasse (1803–1815)
  - Suffren, Linienschiff von 1824
  - Suffren, Linienschiff von 1866
  - Suffren, Einheitslinienschiff von 1899
  - Suffren, Schwerer Kreuzer von 1930, und Typschiff der gleichnamigen Klasse
  - Suffren, Lenkwaffenzerstörer von 1967 und Typschiff der gleichnamigen Klasse
  - Suffren, Jagd-U-Boot und Typschiff der gleichnamigen Klasse
- Zivilschiffe
  - Suffren, Passagier- und Frachtdampfer, ab 1923 als Suffren in Dienst
  - Suffren, Handelsdampfer von 1966